# Shelby Miller
Shelby Charles Miller (ur. 10 października 1990) – amerykański baseballista, występujący na pozycji miotacza.

## Przebieg kariery
Po ukończeniu szkoły średniej, w czerwcu 2009 został wybrany w pierwszej rundzie z numerem 19. draftu przez St. Louis Cardinals i podpisał kontrakt z organizacją tego klubu, mimo iż otrzymał propozycję stypendium z Texas A&M University. Po występach w niższych ligach, między innymi w Memphis Redbirds, reprezentującym poziom Triple-A, 5 września 2012 zaliczył debiut w Major League Baseball w meczu przeciwko New York Mets jako reliever, w którym rozegrał 2 zmiany, oddał jedno uderzenie i zaliczył 4 strikeouty. 16 września 2012 w wygranym po dwunastu zmianach przez Cardinals 5–2 spotkaniu z Los Angeles Dodgers zanotował pierwsze zwycięstwo w MLB.
Przed rozpoczęciem sezonu 2013 został przesunięty do pięcioosobowej rotacji starterów. 10 maja 2013 w meczu z Colorado Rockies rozegranym na Busch Stadium, zaliczył pierwszy complete game shutout w MLB. W tym samym roku magazyn Baseball America umieścił go w składzie najlepszych debiutantów za sezon 2013, a w głosowaniu do nagrody NL Rookie of the Year Award zajął 3. miejsce za José Fernándezem z Miami Marlins i Yasielem Puigiem z Los Angeles Dodgers.
W listopadzie 2014 w ramach wymiany zawodników przeszedł do Atlanta Braves. 17 maja 2014 w wygranym przez Braves 6–0 meczu z Miami Marlins, w którym zaliczył complete game shutout, był bliski rozegrania no-hittera, jednak po oddaniu jednej bazy za darmo i wyeliminowaniu 26 pałkarzy, oddał uderzenie (single), które zaliczył Justin Bour. W 2015 po raz pierwszy został powołany do NL All-Star Team.
W grudniu 2015 w ramach wymiany przeszedł do Arizona Diamondbacks. W sezonie 2019 był zawodnikiem Texas Rangers.

## Nagrody i wyróżnienia
| Nagroda/wyróżnienie | Lata | Źródło |
| All-Star            | 2015 | [ 3 ]  |